# Transformator elektroniczny

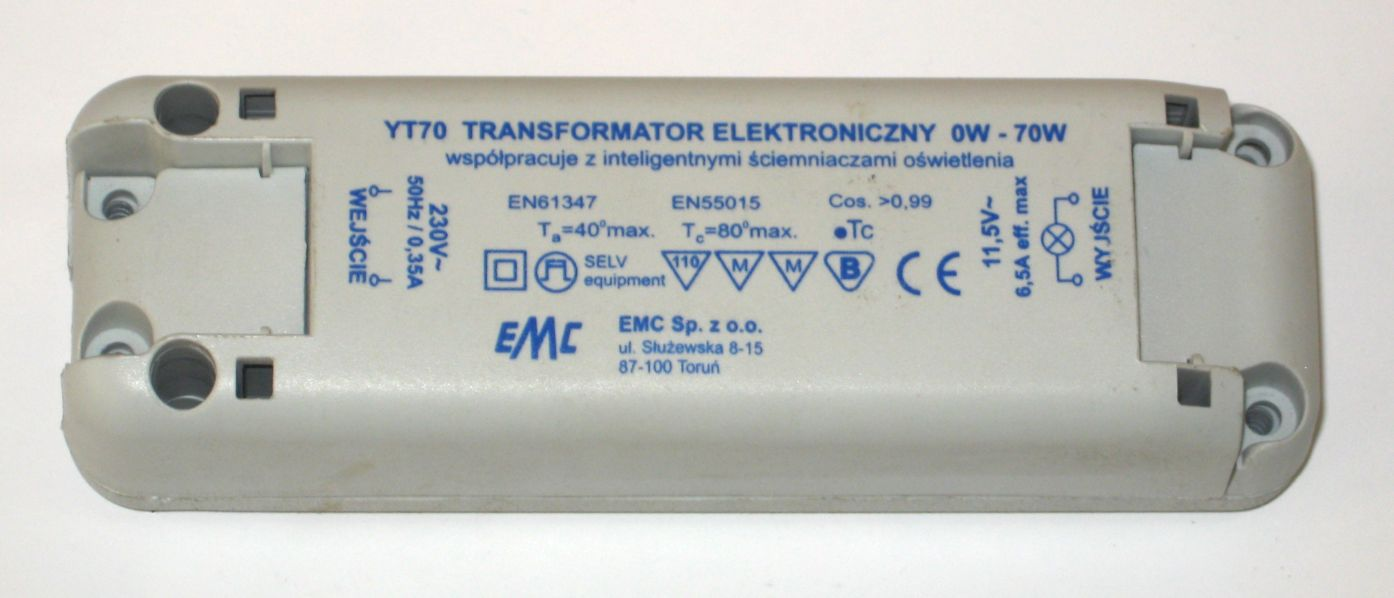
Transformator elektroniczny o mocy 70 W. Wymiary 36×30×120 mm, masa 115 g.

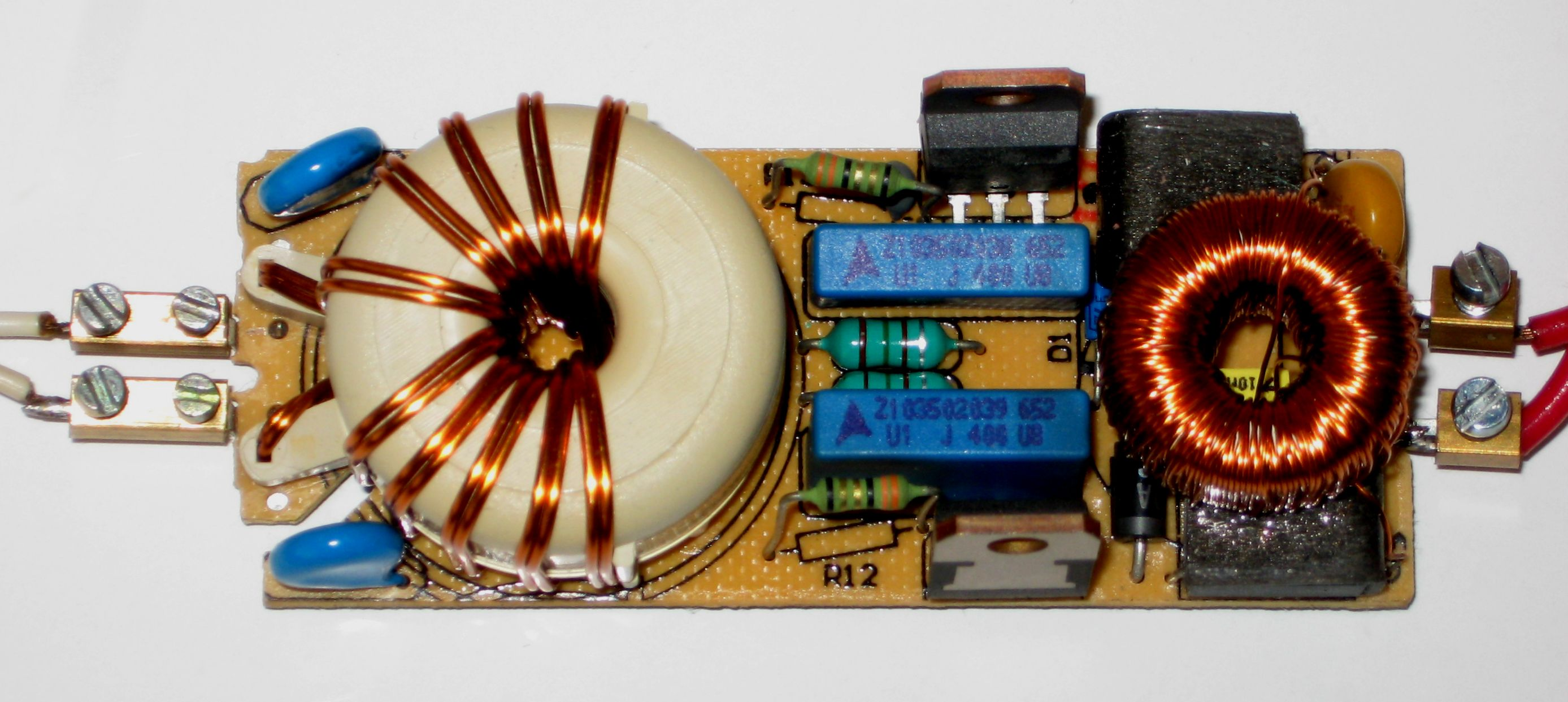
Transformator elektroniczny bez obudowy

Transformator elektroniczny – potoczna nazwa elektronicznej przetwornicy napięcia sieci na zmienne napięcie o podwyższonej częstotliwości służące do zasilania niskonapięciowych lamp halogenowych (typowo 12 V). Transformatory elektroniczne zapewniają łagodne włącznie napięcia (soft start), zabezpieczenie przed zwarciem i przeciążeniem.  
Transformatory elektroniczne są alternatywą dla transformatorów toroidalnych i są od nich kilkakrotnie mniejsze i lżejsze przy porównywalnej cenie (2011 r.). Transformator toroidalny o podobnej mocy jak przedstawiony na rysunku obok elektroniczny, ma średnicę 80 mm,  wysokość 34 mm i masę około 0,8 kg.